# Ottange
Ottange (fràncic lorenès Ëtteng) és un municipi francès situat al departament del Mosel·la i a la regió del Gran Est. L'any 2007 tenia 2.685 habitants.

## Demografia

### Població
El 2007 la població de fet d'Ottange era de 2.685 persones. Hi havia 1.176 famílies, de les quals 380 eren unipersonals (184 homes vivint sols i 196 dones vivint soles), 368 parelles sense fills, 348 parelles amb fills i 80 famílies monoparentals amb fills.
La població ha evolucionat segons el següent gràfic:
Habitants censats

### Habitatges
El 2007 hi havia 1.266 habitatges, 1.191 eren l'habitatge principal de la família, 9 eren segones residències i 66 estaven desocupats. 841 eren cases i 396 eren apartaments. Dels 1.191 habitatges principals, 888 estaven ocupats pels seus propietaris, 276 estaven llogats i ocupats pels llogaters i 27 estaven cedits a títol gratuït; 27 tenien una cambra, 84 en tenien dues, 193 en tenien tres, 343 en tenien quatre i 544 en tenien cinc o més. 797 habitatges disposaven pel capbaix d'una plaça de pàrquing. A 550 habitatges hi havia un automòbil i a 442 n'hi havia dos o més.

### Piràmide de població
La piràmide de població per edats i sexe el 2009 era:
| Homes | Edats   | Dones |
| ----- | ------- | ----- |
| 0     | 95 o +  | 0     |
| 0     | 90 a 94 | 4     |
| 16    | 85 a 89 | 20    |
| 8     | 80 a 84 | 8     |
| 48    | 75 a 79 | 76    |
| 44    | 70 a 74 | 72    |
| 76    | 65 a 69 | 84    |
| 52    | 60 a 64 | 72    |
| 64    | 55 a 59 | 56    |
| 80    | 50 a 54 | 100   |
| 104   | 45 a 49 | 88    |
| 88    | 40 a 44 | 88    |
| 124   | 35 a 39 | 92    |
| 60    | 30 a 34 | 84    |
| 108   | 25 a 29 | 96    |
| 68    | 20 a 24 | 84    |
| 124   | 15 a 19 | 112   |
| 44    | 10 a 14 | 100   |
| 88    | 5 a 9   | 20    |
| 44    | 0 a 4   | 52    |

## Economia
El 2007 la població en edat de treballar era de 1.826 persones, 1.246 eren actives i 580 eren inactives. De les 1.246 persones actives 1.138 estaven ocupades (656 homes i 482 dones) i 108 estaven aturades (54 homes i 54 dones). De les 580 persones inactives 144 estaven jubilades, 182 estaven estudiant i 254 estaven classificades com a «altres inactius».

### Ingressos
El 2009 a Ottange hi havia 1.045 unitats fiscals que integraven 2.257 persones, la mediana anual d'ingressos fiscals per persona era de 17.277 €.

### Activitats econòmiques
Dels 49 establiments que hi havia el 2007, 2 eren d'empreses extractives, 5 d'empreses alimentàries, 4 d'empreses de fabricació d'altres productes industrials, 5 d'empreses de construcció, 5 d'empreses de comerç i reparació d'automòbils, 2 d'empreses de transport, 8 d'empreses d'hostatgeria i restauració, 1 d'una empresa d'informació i comunicació, 2 d'empreses financeres, 3 d'empreses immobiliàries, 1 d'una empresa de serveis, 5 d'entitats de l'administració pública i 6 d'empreses classificades com a «altres activitats de serveis».
Dels 17 establiments de servei als particulars que hi havia el 2009, 1 era una gendarmeria, 1 oficina de correu, 2 oficines bancàries, 1 funerària, 1 taller de reparació d'automòbils i de material agrícola, 2 guixaires pintors, 2 fusteries, 3 perruqueries, 2 restaurants i 2 salons de bellesa.
Dels 6 establiments comercials que hi havia el 2009, 1 era un hipermercat, 1 un supermercat i 4 fleques.
L'any 2000 a Ottange hi havia 4 explotacions agrícoles.

## Equipaments sanitaris i escolars
El 2009 hi havia 1 centre de salut i 1 farmàcia.
El 2009 hi havia 1 escola maternal i 2 escoles elementals. A Ottange hi havia 1 liceu d'ensenyament general i 1 liceu tecnològic. Als liceus d'ensenyament general hi havia 122 alumnes i als liceus tecnològics 271.

## Poblacions més properes
El següent diagrama mostra les poblacions més properes.